# 德米特里·帕佩尔诺
德米特里·帕佩尔诺（俄语：Дмитрий Паперно；1929年2月18日—2020年10月12日），乌克兰钢琴演奏家。
帕佩尔诺於1929年生于基辅。1946年至1951年间在莫斯科音樂學院深造，师从亞歷山大·哥登懷瑟。1955年代表苏联在蕭邦國際鋼琴比賽获得第6名。之后在苏联各地参加钢琴演出，为旋律唱片公司录制了大量唱片。1977年移民美国，成为德保罗大学教师，1985年升任教授。